# Kill (álbum)
Kill (Matar) es el décimo álbum de larga duración de la banda de death metal Cannibal Corpse, distribuido en 2006 por el sello discográfico Metal Blade Records. En este disco la banda vuelve a contar con Rob Barrett, guitarrista de la banda en los álbumes The Bleeding y Vile. La versión europea incluye un DVD directo grabado en Estrasburgo en 2004 llamado Hammer Smashed Laiterie. La producción corrió a cargo de Mana Recording Studios, y se encargó de ellas el guitarrista y vocalista de Hate Eternal y ex Morbid Angel, Erik Rutan.
El álbum debutó en la posición 171 de las listas de Billboard.

## Lista de canciones
| N.º   | Título                                                     | Escritor(es)                   | Duración |  |
| 1.    | «The Time to Kill Is Now (con Erik Rutan de Hate Eternal)» | Alex Webster                   | 2:03     |  |
| 2.    | «Make Them Suffer»                                         | Paul Mazurkiewicz, Pat O'Brien | 2:50     |  |
| 3.    | «Murder Worship»                                           | Webster                        | 3:56     |  |
| 4.    | «Necrosadistic Warning»                                    | Webster                        | 3:28     |  |
| 5.    | «Five Nails Through the Neck»                              | Webster                        | 3:45     |  |
| 6.    | «Purification by Fire»                                     | Mazurkiewicz, O'Brien          | 2:57     |  |
| 7.    | «Death Walking Terror»                                     | Webster                        | 3:31     |  |
| 8.    | «Barbaric Bludgeonings»                                    | Rob Barrett                    | 3:42     |  |
| 9.    | «The Discipline of Revenge»                                | Webster                        | 3:39     |  |
| 10.   | «Brain Removal Device»                                     | Mazurkiewicz, O'Brien          | 3:14     |  |
| 11.   | «Maniacal»                                                 | Webster                        | 2:12     |  |
| 12.   | «Submerged in Boiling Flesh»                               | Mazurkiewicz                   | 2:52     |  |
| 13.   | «Infinite Misery»                                          | O'Brien                        | 4:01     |  |
| 42:10 |                                                            |                                |          |  |

| DVD Bonus track |                                  |          |  |
| N.º             | Título                           | Duración |  |
| 1.              | «Shredded Humans»                |          |  |
| 2.              | «Puncture Wound Massacre»        |          |  |
| 3.              | «Fucked with a Knife»            |          |  |
| 4.              | «Stripped, Raped, and Strangled» |          |  |
| 5.              | «Decency Defied»                 |          |  |
| 6.              | «Vomit the Soul»                 |          |  |
| 7.              | «Unleashing the Bloodthirsty»    |          |  |
| 8.              | «Pounded into Dust»              |          |  |
| 9.              | «The Cryptic Stench»             |          |  |
| 10.             | «They Deserve to Die»            |          |  |
| 11.             | «Dormant Bodies Bursting»        |          |  |
| 12.             | «Gallery of Suicide»             |          |  |
| 13.             | «Pit of Zombies»                 |          |  |
| 14.             | «The Wretched Spawn»             |          |  |
| 15.             | «Devoured by Vermin»             |          |  |
| 16.             | «A Skull Full of Maggots»        |          |  |
| 17.             | «Hammer Smashed Face»            |          |  |

## Miembros
- George Fisher - voz
- Alex Webster – bajo
- Jack Owen - guitarra
- Pat O'Brien - guitarra
- Paul Mazurkiewicz – batería